# Lukas Jacobs
Pour les articles homonymes, voir van Dijck.
Lukas Jacobs (Kalmthout , 29 septembre 1968) est un homme politique belge du CD&V.

## Parcours de vie
Il est le fils de Fa Jacobs, ancien échevin et président du CPAS de la commune de Kalmthout.
Il a étudié la communication et a ensuite été journaliste à la Gazet van Antwerpen. Il est entré en politique communale pour la première fois par le biais le conseil de la jeunesse. Lukas s'est présenté pour la première fois au conseil communal en 1994 et a alors été élu. Il est devenu  chef de la section local du CVP et ensuite échevin. Depuis 2001, il est bourgmestre de la commune de Kalmthout.
Aux élections communales de 2006, il a reçu 3 700 voix de préférence et, lors des élections de 2012, 3 344.
Il est marié et a deux enfants.